# Николаевка (Добрушский район)
Николаевка (бел. Мікалаеўка) — деревня в Усохо-Будском сельсовете Добрушского района Гомельской области Белоруссии. 
Возле деревни расположен остановочный железнодорожный пункт Куток.

## География

### Расположение
В 40 км на юго-восток от Добруша, 48 км от Гомеля, рядом с государственной границей с Украиной.

### Гидрография
Река Пороша (приток реки Сож).

## Транспортная сеть
Автодорога связывает деревню с Гомелем. Планировочно состоит из прямолинейной улицы, ориентированной с юго-запада на северо-восток, к которой на юге присоединяется короткая дугообразная, широтная улица. Застройка двусторонняя, деревянная, усадебного типа.

## История
По письменным источникам известна с XVIII века как деревня в Речицком повете Минского воеводства, владение Чарторыйских. После 1-го раздела Речи Посполитой (1772 год) в составе Российской империи. В 1776 году находился трактир, во владении фельдмаршала графа П. А. Румянцева-Задунайского, с 1834 года — фельдмаршала князя И. Ф. Паскевича. В 1788 году в Гомельской волости Белицкого уезда Могилёвской губернии. В 1816 году в Климовской экономии Гомельского поместья. С началом работы в декабре 1873 года железнодорожной линии Гомель — Бахмач начал действовать железнодорожный разъезд, а позже станция. С 1876 года работали круподробилка, хлебозапасный магазин. Согласно переписи 1897 году работала школа грамоты. В 1909 году 1300 десятин земли, школа, мельница, в Краснобудской волости Гомельского уезда.
С 8 декабря 1926 года по 30 декабря 1927 года центр Краснооктябрьского сельсовета Краснобудского, с 4 августа 1927 года Тереховского районов Гомельского округа. В 1929 году организован колхоз. Во время Великой Отечественной войны с августа 1941 года до 2 октября 1943 года оккупирована немецкими захватчиками. В боях около деревни погибли 6 советских солдат (похоронены в братской могиле в центре деревни). В 1959 году в составе колхоза имени А. В. Суворова (центр — деревня Усохская Буда). Размещены начальная школа, Дом культуры, библиотека, фельдшерско-акушерский пункт.

## Население

### Численность
- 2004 год — 105 дворов, 182 жителя

### Динамика
- 1776 год — 32 двора, 185 жителей
- 1788 год — 220 жителей
- 1816 год — 69 дворов, 375 жителя
- 1834 год — 93 двора
- 1897 год — 100 дворов, 508 жителей (согласно переписи)
- 1909 год — 109 дворов, 779 жителей
- 1926 год — 161 двор, 910 жителей
- 1959 год — 793 жителя (согласно переписи)
- 2004 год — 105 дворов, 182 жителя

## Достопримечательность
- Братская могила (1943) —  Историко-культурная ценность Республики Беларусь, шифр 313Д000268

## Известные уроженцы
- Бабичев Сергей Иванович —  Герой Социалистического Труда
- Петриков Пётр Тихонович — член-корреспондент Национальной академии наук Беларуси, доктор исторических наук, профессор
- Кадетова Валентина Николаевна — белорусский писатель, член Союза писателей Беларуси